# Semiotik
Semiotik (av grekiska semeion: tecken), även kallad semiologi, är ett samlingsnamn för teorier om och studien av tecken. Semiotiken räknas tillhöra lingvistiken och studerar hur betydelser uppfattas, och mening bildas, i kommunikativa situationer, dels i tal- och skriftspråkets tecken, dels hur de förekommer i andra förmedlande resurser såsom gester, bilder, fysiska ting och biologiska processer. Tillämpningsområdet är därmed brett och omfattar bland annat kulturyttringar, trafiksignaler, sjukdomssymptom och cellers kommunikation.
Med semiotisk resurs menas de sätt man kan skapa mening med, exempelvis gester och tal. Begreppet används främst inom socialsemiotik och multimodal analys.

## Den moderna semiotiken
Den moderna semiotiken är en självständig disciplin som huvudsakligen bygger dels på Charles Sanders Peirces studier av teckenkategorier och hur de förekommer i människans medvetande vid upplevelser av omvärlden, samt på Ferdinand de Saussures studier av språktecknens inbördes relationer och ”sociala liv”. Att studier behövs av tecken som vårt medvetande använder sig av insågs redan av John Locke som i slutet av 1600-talet uttryckte behovet av en ”doctrine of signs”. Tidigare i historien fanns tecken-teorier kopplade till teologi och medicin (tecken på gudsexistens respektive tecken på sjukdom). 1900-talets mest kända bidragsgivare inom området är bland andra Charles W. Morris, Claude Lévi-Strauss, Julia Kristeva, Juri Lotman, Roland Barthes, Algiras Julien Greimas och Umberto Eco.

## Semiotikens begrepp
Saussure framhöll att tecknet har två sidor, och han skiljde i den betydande texten Cours de Linguistique Générale mellan ”signifiant och signifié”, som ibland förenklat översätts till svenska som ”tecknets uttryck och innehåll”. Viktigt för Saussure var att det råder ett godtyckligt förhållande, det vill säga en principiell utbytbarhet, mellan uttryck och innehåll. Det betyder att vanor och konventioner kan ge uttryck nytt innehåll. Charles Peirce å sin sida utvecklade, ungefär vid samma tid, en semiotik där han delar in tecken i tre olika kategorier, beroende på vilken sorts logisk förbindelse som finns mellan tecknen och det som tecknet står för.
- Ikoner, till exempel visuella intryck, fotografier, kartor och diagram. Det logiska sambandet baseras på igenkänning, alltså principen att ett uttryck återger ett innehåll genom att uttrycket liknar innehållet.
  - Jag känner igen dig.
  - Aha, en katt.
  - Vilken fin bild på en skogsglänta.
  - Det liknar ett kylskåp.
  - Stapelns längd visar hur många kylskåp som såldes idag jämfört med igår.
- Index, till exempel spår i snön, skuggor och visare hos analoga klockor. Det logiska sambandet bestäms av att det råder en fysisk närhet eller ett orsak-verkan-förhållande mellan uttryck och innehåll.
  - Ingen rök utan eld.
  - Svettningar tyder på feber.
  - Feber tyder på sjukdom.
  - Klockan visar att rasten snart är slut.
  - Vattenpöl visar att det regnade för en stund sedan.
- Symboler, till exempel det verbala språket, trafikljusets färger, musikens noter, vissa gester, logotyper och grafiska märken. Det logiska sambandet mellan uttryck och innehåll baseras här på överenskommelser, konventioner och kulturella vanor. Peirce beskriver också Tecken (Signs) som en triad (triplett) med tre samverkande komponenter, som behövs för att vi skall förstå dem som tecken.
  - Den här texten är enkel att förstå.
  - Här kan man inte köra fortare än 40 km/tim enligt skylten.
  - Den här väskan ser modernare ut än denna.
  - Den här ringen av guld är mera värd än en silverring.
- Medlet, ”representamen”, det vill säga själva förmedlingen, vehikeln, eller det som bär tecknet.
- Tolkningsmekanismen, ”interpretant”, det vill säga (den kognitiva) tolkningen och dess steg.
- Innebörden, ”object”, det vill säga det innehåll som tecknet vill förmedla, eller referera till.

Peirce grundsyn är tredelad där han infogar tolkningsmekanismen som en del av tecknet, medan Saussure ser på själva relationen mellan det som förmedlar och det som förmedlas, och underförstår därmed tolkningsprocessen eller tolkaren som given.[källa behövs] Detta har historiskt sett varit upphov till en viss ideologisk delning inom den semiotiska forskningsdisciplinen, men också stimulerat till fördjupning.

### Grundbegrepp
Inom semiotik finns ett flertal andra klassiska grundbegrepp, varav några är följande:
- Denotation och konnotation: En denotation är en direkt eller lexikal betydelse, medan en konnotation är en indirekt, associativ, betydelse. Inom bildsemiotik, och reklamanalys (ursprung: Roland Barthes) används detta par för att, exempelvis, skilja mellan bildens olika delar (denotationer) och dess vidare tolkningshorisont (konnotationer).
- Metafor och metonymi: (termer med ursprung inom retorik) Metaforen erhåller sin betydelse i ett sammanhang genom att den inför en ny figur som kan associeras med det som ersätts. Metonymin får sin betydelse genom att den ligger nära eller är del av det som ersätts.
- Kod: en semiotisk regel som styr betydelsen av andra semiotiska element (inom t.ex. informations- och kultur-orienterad semiotik, ursprung Jurij Lotman).
- Act, Actor, Actant som bidragit till en syn på semiotik som sträcker sig bortom yta och innehåll, för att också se handlingar, aktioner och påverkan, inte minst social påverkan, som semiotiska funktioner (ursprung: Algiras Julien Greimas).

## Semiotisk aktivitet

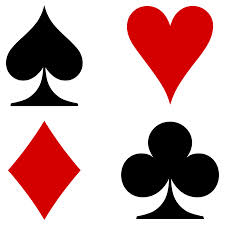
Kortsymboler

Semiotisk aktivitet är ett samlingsnamn för olika teorier inom och studiet av tecken. En semiotisk aktivitet bygger på uttryck som kan ta sin form i bland annat bild, text samt visuella uttryck och syftet är att kommunicera via dessa teckensystem.

### Exempel
Inom till exempel matematiken kan räknandet ses som en semiotisk aktivitet. När till exempel barn lär sig att förknippa ett visst tecken till ett nummer och sedan lär sig räkna med dessa tecken skapas en mening och ett semiotiskt innehåll. En semiotisk aktivitet kan innehålla en mångfald av teckensystem vilket utgör en multimodal kommunikation. Ett annat exempel kan vara symboler i en kortlek. Här får ett visst kort med ett visst tecken en viss innebörd. En semiotisk aktivitet kan således vara kortspel.

## Semiotik i Sverige
I Sverige har en semiotisk institution, och inriktning som ibland internationellt kallas Lund School of Semiotics, byggts upp vid Lunds universitet av Göran Sonesson sedan slutet av 1980-talet. Sonesson, som är generalsekreterare i IAVS (Internationella samfundet för visuell semiotik) samt 2004-2009 vice generalsekreterare i IASS (internationella samfundet för semiotiska studier), blev den förste svenske professorn i ämnet 2000. Han är en internationellt etablerad teoretiker, med bidrag inom generell semiotik, bildsemiotik, kognitivt baserad semiotik, samt på senare tid evolutions-semiotik [källa behövs]. Den förste i Sverige att översätta och introducera internationell (rysk och fransk) semiotik var Kurt Aspelin i början av 1970-talet. Inom bild-pedagogik utgick Gert Z Nordström från semiotiska begrepp i Sverige med början på 1970-talet. Richard Hirsch kopplade på 1980-talet talspråk till gester och känslo-uttryck med hjälp av semiotisk teori. En designsemiotik, med särskilt fokus på hur ting och produkter förmedlar sina betydelser, utvecklades under 1980- och 1990-talet av Rune Monö.
Under senare år har framförallt den kognitiva semiotiken utvecklats i Sverige, med inslag från kognitiv lingvistik, fenomenologi och utvecklingslära.